# Spathidexia cinereicollis
Spathidexia cinereicollis là một loài ruồi trong họ Tachinidae.